# Astylosternus rheophilus
Astylosternus rheophilus е вид жаба от семейство Arthroleptidae. Видът е уязвим и сериозно застрашен от изчезване.

## Разпространение
Разпространен е в Камерун.

## Описание
Популацията на вида е намаляваща.